# Тейшейра, Гловер
Гло́вер Лу́кас Тейше́йра (порт. Glover Lucas Teixeira; род. 28 октября 1979, Собралия, Минас-Жерайс, Бразилия), — бразильский боец смешанных боевых искусств, выступавший под эгидой UFC в полутяжёлой весовой категории. Бывший чемпион UFC в полутяжёлом весе.

## Пей-Пер-Вью
| No. | Event   | Fight                 | Date           | Venue                    | City                     | PPV Buys      |
| --- | ------- | --------------------- | -------------- | ------------------------ | ------------------------ | ------------- |
| 1.  | UFC 172 | Джонс vs. Тейшейра    | 26 апреля 2014 | Baltimore Arena          | Балтимор, Мериленд, США  | 350,000       |
| 2.  | UFC 275 | Тейшейра vs. Прохазка | 12 июня 2022   | Singapore Indoor Stadium | Каланг, Сингапур         | Не обьявленно |
| 3.  | UFC 283 | Тейшейра vs. Хилл     | 21 января 2023 | Jeunesse Arena           | Рио-де-Жанейро, Бразилия | Не обьявленно |

## Биография

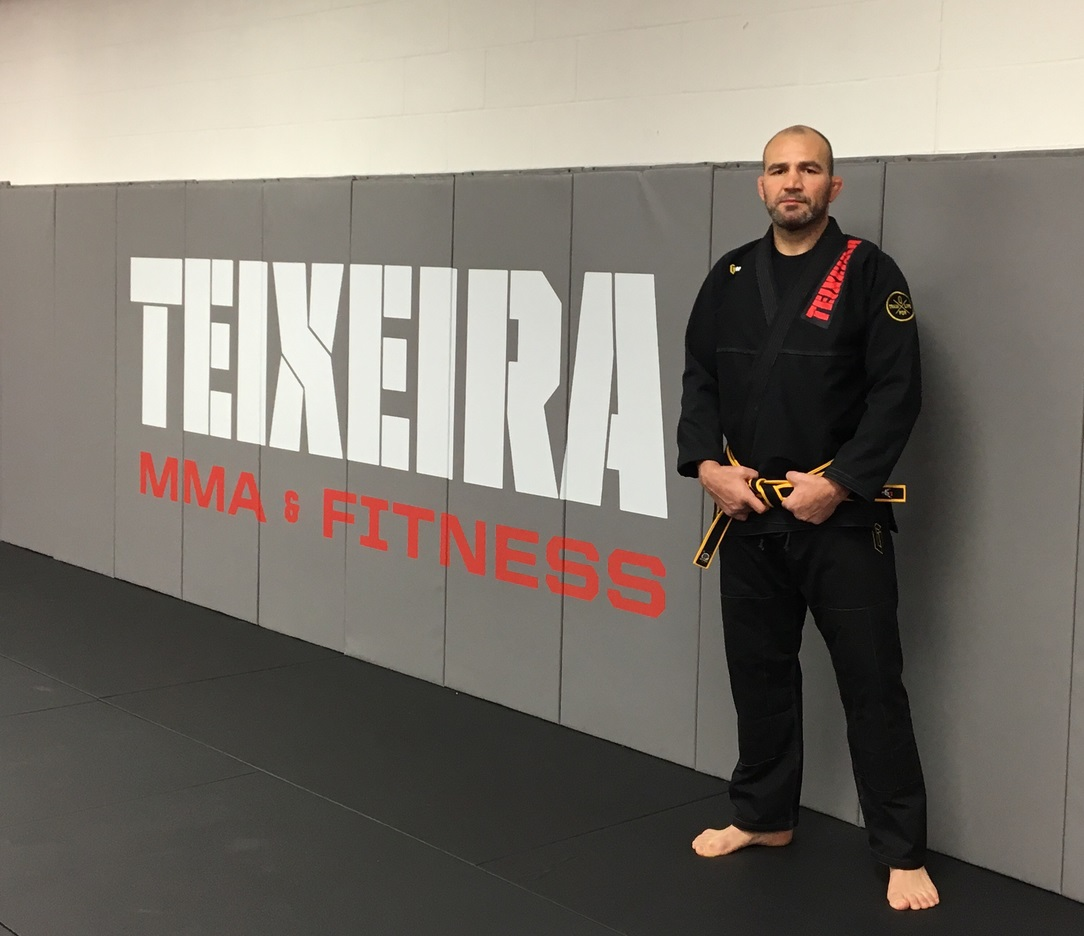
Гловер Тейшейра в своём зале «Teixeira MMA & Fitness».

Тейшейра родился в сельской общине Собралия, Минас-Жерайс и имеет португальское происхождение. В большинстве домов общины не было электричества и была только одна заправочная станция. В 1999 переехал в США, чтобы помочь своей семье. Он начал работать в сфере ландшафтного дизайна. Там же он познакомился со своей женой Ингрид. Увидев боксёрские поединки Майка Тайсона и первые турниры UFC, на которых выступали такие звёзды промоушена, как Ройс Грейси и Чак Лидделл он решил пойти по такому же пути. На тот момент Тейшейра никогда не слышал о джиу-джитсу, но посмотрел записи боёв Ройса Грейси на первых турнирах UFC. Тейшейра тренировался по боксу в Hat City Boxing и бразильскому джиу-джитсу в American Top Team Connecticut. Джон Хаклман, который тренировал бойца, спарринговал с Тейшейрой и был впечатлён молодым бразильцем. Он пригласил его в свой зал в Калифорнии, The Pit, где Тейшейра начал тренироваться с Чаком Лидделлом. Сейчас Тейшейра тренируется и инструктирует в собственном тренажёрном зале Teixeira MMA & Fitness в Бетеле, штат Коннектикут. В ноябре 2020 года Тейшейра стал гражданином США.

## Смешанные единоборства

### Начало карьеры
Тейшейра участвовал в различных турнирах по грэпплингу и MMA: Grapplers Quest, NAGA, Sport Fight (где он был чемпионом в полутяжёлом весе). По правилам грэпплинга он боролся с известными бойцами Джеффом Монсоном и Брэндоном Верой.
12 октября 2006 года на WEC 24 Тейшейра победил нокаутом будущего ветерана UFC и PRIDE Сокуджу.
Тейшейра снялся во втором эпизоде, реалити-шоу ММА TapouT под названием «Lighty and Glover». Команда Tapout отвезла Скотта Лайти и Гловера Тейшейру на Palace Fighting Championship 6 в Лемор, Калифорния. Тейшейра нокаутировал соперника за пять секунд.
В январе 2013 года Тейшейра появился на обложке журнала «Train Hard Fight Easy».
Тейшейра получил свой чёрный пояс по бразильскому джиу-джитсу под руководством Луиджи Монделли, главного тренера American Top Team Connecticut. Получил чёрный пояс Вале-тудо под руководством Марко Руаса из Ruas Vale Tudo. Тейшейра также имеет сертификат CrossFit.

### Ultimate Fighting Championship
21 февраля 2012 года было объявлено, что Тейшейра подписал контракт с UFC и дебютирует летом 2012 года.
Тейшейра дебютировал 26 мая 2012 года на турнире UFC 146 против Кайла Кингсбери. После обмена ударами, Тейшейра уронил Кингсбери правым апперкотом, зашёл в маунт и закрыл удушение ручным треугольником.
Ожидалось, что Тейшейра встретится с бывшим чемпионом UFC в полутяжёлом весе Куинтоном Джексоном 13 октября 2012 года на турнире UFC 153. Однако Джексон отказался от боя из-за травмы и был заменён на Фабио Мальдонадо. Тейшейра доминировал над Мальдонадо на протяжении всего боя, в результате чего доктор остановил бой в конце второго раунда.
Тейшейра и Куинтон Джексон встретились 26 января 2013 года на UFC on Fox: Johnson vs. Dodson. Тейшейра отправил Джексона в нокдаун в 1-м раунде. Он одержал победу над Джексоном единогласным решением судей.
Тейшейра должен был драться с Райаном Бейдером 25 мая 2013 года на турнире UFC 160. Однако Бейдер отказался от боя из-за травмы и был заменён Джеймсом Те-Хуной. Тейшейра одержал победу гильотиной в первом раунде. Гловер получил награду «Удушающий приём вечера».
Бой с Бейдером в конечном итоге состоялся 4 сентября 2013 года в качестве главного события на UFC Fight Night: Teixeira vs. Bader. Тейшейра одержал победу техническим нокаутом в первом раунде. Победа также принесла Тейшейре свой первый бонус «Нокаут вечера». Благодаря победе Тейшейра получил возможность завоевать титул UFC в полутяжёлом весе.
Zuffa первоначально объявили, что Тейшейра сразится с Джоном Джонсом 1 февраля 2014 года на турнире UFC 169. 7 октября Дэйна Уайт сказал, что объявление об этом поединке на этом турнире было преждевременным, Джонс и Тейшейра встретятся друг с другом на другом турнире. Джонс и Тейшейра в итоге встретились 26 апреля 2014 года на турнире UFC 172. Тейшейра потерпел поражение единогласным решением судей.
Тейшейра встретился с Филом Дэвисом 22 октября 2014 года на турнире UFC 179. Тейшейра потерпел поражение единогласным решением судей.
В следующих трёх боях Тейшейра одержал победы над Овинсом Сен-Прё, Патриком Камминзом и Рашадом Эвансом.
Ожидалось, что Тейшейра сразится с Энтони Джонсоном 23 июля 2016 года на UFC on Fox 20. Однако Джонсон отказался от боя, чтобы решить личные проблемы. Бой был перенесён и в конечном итоге состоялся на UFC 202. Джонсон одержал победу над Тейшерой нокаутом на первых секундах боя.
В следующих четырёх боях Тейшейра чередовал победы и поражения. Он одержал победы над Джаредом Каннонье и Мишей Циркуновым и потерпел поражения от Александра Густафссона и Кори Андерсона.

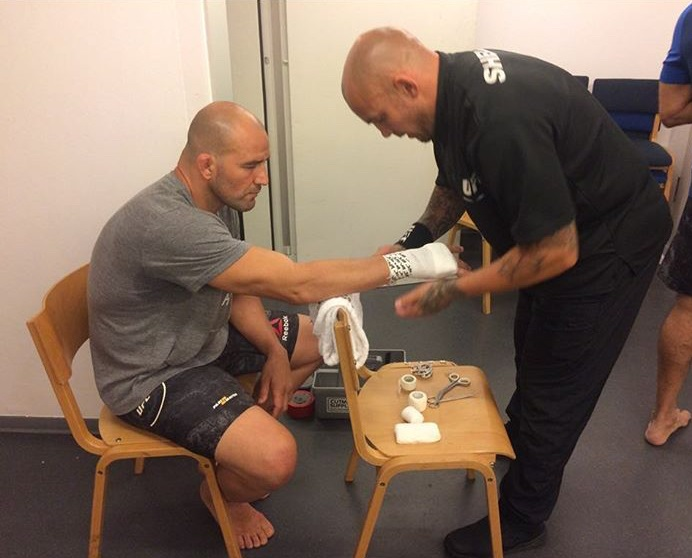
Тейшейра готовится к бою.

Тейшейра должен был встретиться с Ионом Куцелабой 19 января 2019 года на UFC на ESPN + 1. 10 января 2019 года Куцелаба выбыл из боя из-за травмы. После поиска замены Куцелабе UFC объявил, что Карл Роберсон готовится встретиться с Тейшейрой. В первом раунде Тейшейра одержал победу над Роберсоном удушающим приёмом.
В конце концов Тейшейра встретился с Куцелабой на турнире UFC Fight Night: Jacaré vs. Hermansson 27 апреля 2019 г. Тейшейра победил удушающим приёмом во втором раунде. Эта победа также принесла Тейшейре его вторую премию «Выступление вечера».
Тейшейра встретился с Никитой Крыловым 14 сентября 2019 года на турнире UFC Fight Night: Cowboy vs. Gaethje. Он одержал победу раздельным решением судей.
Изначально Тейшейра должен был встретиться с Энтони Смитом 25 апреля 2020 года на турнире UFC Fight Night: Smith vs. Teixeira. Однако 9 апреля Дэйна Уайт, президент UFC, объявил, что это мероприятие перенесено на 13 мая 2020 года. Тейшейра победил техническим нокаутом в пятом раунде.
Тейшейра должен был встретиться с Тиагу Сантусом 12 сентября 2020 года на турнире UFC Fight Night 177. Однако из-за положительного результата теста Тейшейры на Covid-19 за неделю до боя, его перенесли на 4 октября 2020 года на UFC на ESPN: Holm vs. Aldana. В свою очередь, 15 сентября поединок был снова отложен, так как у Сантоса также был положительный тест на вирус. Встреча с Сантосом в конечном итоге состоялась 7 ноября 2020 года на UFC Fight Night: Santos vs.Teixeira. Тейшейра одержал победу удушающим приёмом в третьем раунде.
Ожидалось, что Тейшейра сразится с Яном Блаховичем 25 сентября 2021 года на турнире UFC 266 за титул чемпиона UFC в полутяжёлом весе. Однако бой был отложен и перенесён на 30 октября 2021 года на турнир UFC 267. Тейшейра одержал победу удушающим приёмом во втором раунде, выиграв титул чемпиона UFC в полутяжёлом весе. Эта победа принесла ему бонус за «Выступление вечера».
На турнире UFC 275 Тейшейра проводил защиту титула против чешского бойца Иржи Прохазки. В очень равном поединке оба бойца имели шансы закончить бой досрочно, и в пятом раунде Тейшейре удалось потрясти Прохазку едва не одержав победу. Однако за 30 секунд до окончания боя, Прохазка поймал соперника на удушающий и одержал победу. Данный финиш стал одним из самых поздних титульных финишей в истории UFC.
После равного боя на UFC 275, промоушен решает свести Тейшейру и Прохазку повторно. Их бой должен был состояться на UFC 282, но 23 ноября 2022 года Прохазка получил травму плеча и снялся с боя.  Новым соперником Гловера должен был стать Магомед Анкалаев, но Тейшейра отказался от поединка сославшись на малое количество времени для подготовки. После отказа Тейшейры от поединка, бой между Магомедом Анкалаевым и Яном Блаховичем получил статус главного события UFC 282 и стал поединком за вакантный титул чемпиона UFC в полутяжёлой весовой категории, и закончился ничьей. Поскольку пояс чемпиона в полутяжёлом весе так и остался вакантным, Гловер вновь получает предложение провести бой за пояс. Его новым соперником становится Джамал Хилл.
Тейшейра встретился с Хиллом в главном поединке на UFC 283 и проиграл ему единогласным решением судей отдав все раунды. В интервью, после окончания поединка, он объявил о завершении карьеры, чтобы сконцентрироваться на подготовке своего подопечного Алекса Перейры.

## Титулы и достижения

### Смешанные единоборства
- Ultimate Fighting Championship
  - Обладатель премии «Выступление вечера» (четыре раза) против Рашада Эванса, Иона Куцелабы , Энтони Смита и Яна Блаховича.
  - Обладатель премии «Нокаут вечера» (один раз) против Райана Бейдера.
  - Обладатель премии «Удушающий приём вечера» (один раз) против Джеймса Те-Хуны.
  - Обладатель премии «Лучший бой вечера» (четыре раза) против Овинса Сен-Прё и Александра Густафссона, Иржи Прохазки и Джамаала Хилла.
  - Бывший Чемпион UFC в полутяжёлом весе (один раз)
  - Обладатель премии «Бой года» (один раз) против Иржи Прохазки
  - Наибольшее количество финишей в истории полутяжелого дивизиона UFC (13)
  - Наибольшее количество сабмишенов в истории полутяжелого дивизиона UFC (7)
  - Второй по количеству побед в истории полутяжелого дивизиона UFC (16)
  - Наибольшее количество попыток сабмишена в истории полутяжелого дивизиона UFC (16)
  - Лучшее время контроля (сверху) в истории полутяжелого дивизиона UFC (1:12:16)
  - Третий по количеству боев в истории полутяжелого дивизиона UFC (23)
  - Второй по общему количеству времени боев в истории полутяжелого дивизиона UFC (4:25:06)
  - Третий по времени контроля в истории полутяжелого дивизиона UFC (1:18:33)
  - Второй по значимости ударов в истории полутяжелого дивизиона UFC (953)
  - Второй по количеству ударов в истории полутяжелого дивизиона UFC (1609)
  - Пятый по количеству тейкдаунов в истории полутяжелого дивизиона UFC  (36)
  - Новичок года 2012
  - Наибольшее количество бонусов в истории полутяжелого дивизиона UFC (10)

## Статистика в смешанных единоборствах
| Боёв 42  | Побед 33 | Поражений 9 |
| -------- | -------- | ----------- |
| Нокаутом | 18       | 3           |
| Сдачей   | 10       | 1           |
| Решением | 5        | 5           |

| Результат | Рекорд | Соперник             | Способ                       | Турнир                                   | Дата             | Раунд | Время | Место                                 | Примечание |
| --------- | ------ | -------------------- | ---------------------------- | ---------------------------------------- | ---------------- | ----- | ----- | ------------------------------------- | --- |
| Поражение | 33-9   | Джамалл Хилл         | Единогласное решение         | UFC 283: Тейшейра vs. Хилл               | 21 января 2023   | 5     | 5:00  | Рио-де-Жанейро, Бразилия              | Бой за вакантный титул чемпиона UFC в полутяжёлом весе. «Лучший бой вечера» (4). Объявил о завершении карьеры. |
| Поражение | 33-8   | Иржи Прохазка        | Сдача (удушение сзади)       | UFC 275: Тейшейра vs. Прохазка           | 11 июня 2022     | 5     | 4:32  | Каланг, Сингапур                      | Утратил титул чемпиона UFC в полутяжёлом весе. «Лучший бой вечера» (3), «Бой года» (1)                         |
| Победа    | 33-7   | Ян Блахович          | Сдача (удушение сзади)       | UFC 267: Блахович vs. Тейшейра           | 30 октября 2021  | 2     | 3:02  | Абу-Даби, ОАЭ                         | Завоевал титул чемпиона UFC в полутяжёлом весе. «Выступление вечера» (4)                                       |
| Победа    | 32-7   | Тиагу Сантус         | Сдача (удушение сзади)       | UFC on ESPN: Сантус vs. Тейшейра         | 7 ноября 2020    | 3     | 1:49  | Лас-Вегас, Невада, США                | |
| Победа    | 31-7   | Энтони Смит          | TKO (удары)                  | UFC Fight Night: Смит vs. Тейшейра       | 14 мая 2020      | 5     | 1:04  | Джэксонвилл, Флорида, США             | «Выступление вечера» (3)                                                                                       |
| Победа    | 30-7   | Никита Крылов        | Раздельное решение           | UFC Fight Night: Ковбой vs. Гейджи       | 14 сентября 2019 | 3     | 5:00  | Ванкувер, Британская Колумбия, Канада | |
| Победа    | 29-7   | Ион Куцелаба         | Сдача (удушение сзади)       | UFC Fight Night: Жакаре vs. Херманссон   | 27 апреля 2019   | 2     | 3:37  | Санрайз, Флорида, США                 | «Выступление вечера» (2)                                                                                       |
| Победа    | 28-7   | Карл Роберсон        | Сдача (ручной треугольник)   | UFC Fight Night: Сехудо vs. Диллашоу     | 20 января 2019   | 1     | 3:21  | Бруклин, Нью-Йорк, США                | |
| Поражение | 27-7   | Кори Андерсон        | Единогласное решение         | UFC Fight Night: Сёгун vs. Смит          | 22 июля 2018     | 3     | 5:00  | Гамбург, Германия                     | |
| Победа    | 27-6   | Миша Циркунов        | TKO (удары)                  | UFC on Fox: Лоулер vs. Дос Аньос         | 16 декабря 2017  | 1     | 2:45  | Виннипег, Манитоба, Канада            | |
| Поражение | 26-6   | Александр Густафссон | KO (удар)                    | UFC Fight Night: Густафссон vs. Тейшера  | 28 мая 2017      | 5     | 1:07  | Стокгольм, Швеция                     | «Лучший бой вечера» (2)                                                                                        |
| Победа    | 26-5   | Джаред Каннонье      | Единогласное решение         | UFC 208                                  | 11 февраля 2017  | 3     | 5:00  | Бруклин, Нью-Йорк, США                | |
| Поражение | 25-5   | Энтони Джонсон       | KO (удар)                    | UFC 202                                  | 20 августа 2016  | 1     | 0:13  | Лас-Вегас, Невада, США                | |
| Победа    | 25-4   | Рашад Эванс          | KO (удары)                   | UFC on Fox: Тейшейра vs. Эванс           | 16 апреля 2016   | 1     | 1:48  | Тампа, Флорида, США                   | «Выступление вечера» (1)                                                                                       |
| Победа    | 24-4   | Патрик Камминз       | TKO (удары)                  | UFC Fight Night: Белфорт vs. Хендерсон 3 | 7 ноября 2015    | 2     | 1:12  | Сан-Пауло, Бразилия                   | |
| Победа    | 23-4   | Овинс Сен-Прё        | Сдача (удушение сзади)       | UFC Fight Night: Тейшера vs. Сент-Прю    | 8 августа 2015   | 3     | 3:10  | Нашвилл, Теннесси, США                | «Лучший бой вечера» (1)                                                                                        |
| Поражение | 22-4   | Фил Дэвис            | Единогласное решение         | UFC 179                                  | 25 октября 2014  | 3     | 5:00  | Рио-де-Жанейро, Бразилия              | |
| Поражение | 22-3   | Джон Джонс           | Единогласное решение         | UFC 172                                  | 26 апреля 2014   | 5     | 5:00  | Балтимор, Мэриленд, США               | Бой за титул чемпиона UFC в полутяжёлом весе.                                                                  |
| Победа    | 22-2   | Райан Бейдер         | TKO (удары)                  | UFC Fight Night: Teixeira vs. Bader      | 4 сентября 2013  | 1     | 2:55  | Белу-Оризонти, Бразилия               | «Нокаут вечера» (1)                                                                                            |
| Победа    | 21-2   | Джеймс Те-Хуна       | Сдача (гильотина)            | UFC 160                                  | 25 мая 2013      | 1     | 2:38  | Лас-Вегас, Невада, США                | «Удушающий приём вечера» (1)                                                                                   |
| Победа    | 20-2   | Куинтон Джексон      | Единогласное решение         | UFC on Fox: Johnson vs. Dodson           | 26 января 2013   | 3     | 5:00  | Чикаго, Иллинойс, США                 | |
| Победа    | 19-2   | Фабио Мальдонадо     | TKO (остановка доктором)     | UFC 153                                  | 13 октября 2012  | 2     | 5:00  | Рио-де-Жанейро, Бразилия              | |
| Победа    | 18-2   | Кайл Кингсбери       | Сдача (ручной треугольник)   | UFC 146                                  | 26 мая 2012      | 1     | 1:53  | Лас-Вегас, Невада, США                | |
| Победа    | 17-2   | Рикко Родригес       | KO (удары)                   | MMA Against Dengue                       | 27 ноября 2011   | 1     | 1:58  | Рио-де-Жанейро, Бразилия              | |
| Победа    | 16-2   | Марвин Истмэн        | KO (удар)                    | Shooto Brasil: Fight for BOPE            | 25 августа 2011  | 1     | 4:00  | Рио-де-Жанейро, Бразилия              | |
| Победа    | 15-2   | Антонио Мендес       | Сдача (удушение сзади)       | Shooto — Brazil 24                       | 5 августа 2011   | 1     | 4:06  | Бразилиа, Бразилия                    | |
| Победа    | 14-2   | Марсио Крус          | TKO (удары)                  | Fight Club 1: Brazilian Stars            | 20 июля 2011     | 2     | 4:21  | Рио-де-Жанейро, Бразилия              | |
| Победа    | 13-2   | Симао Мело           | KO (удары)                   | Shooto Brazil 23                         | 4 июня 2011      | 1     | 1:49  | Рио-де-Жанейро, Бразилия              | |
| Победа    | 12-2   | Даниэль Табера       | Единогласное решение         | Bitetti Combat 8                         | 4 декабря 2010   | 3     | 5:00  | Сан-Пауло, Бразилия                   | |
| Победа    | 11-2   | Марко Пезелдж        | TKO (удары)                  | Impact FC 2                              | 18 июля 2010     | 1     | 2:55  | Сидней, Австралия                     | |
| Победа    | 10-2   | Тиагу Тосато         | KO (удары)                   | Bitetti Combat MMA 7                     | 28 мая 2010      | 1     | 1:27  | Рио-де-Жанейро, Бразилия              | |
| Победа    | 9-2    | Хоаким Феррейра      | TKO (остановка угловыми)     | Bitetti Combat MMA 6                     | 25 февраля 2010  | 2     | 1:30  | Бразилиа, Бразилия                    | |
| Победа    | 8-2    | Леонардо Лусио       | Сдача (гильотина)            | Bitetti Combat MMA 4                     | 12 сентября 2009 | 1     | 3:11  | Рио-де-Жанейро, Бразилия              | |
| Победа    | 7-2    | Бакли Акоста         | TKO (удары)                  | PFC 7.5: New Blood                       | 20 февраля 2008  | 1     | 1:00  | Лемор, Калифорния, США                | |
| Победа    | 6-2    | Жоржи Оливейра       | KO (удары)                   | PFC 6: No Retreat, No Surrender          | 17 января 2008   | 1     | 0:05  | Лемор, Калифорния, США                | |
| Победа    | 5-2    | Сокуджу              | KO (удары)                   | WEC 24                                   | 12 октября 2006  | 1     | 1:41  | Лемор, Калифорния, США                | |
| Победа    | 4-2    | Джек Моррисон        | Сдача (удушение сзади)       | WEC 22                                   | 28 июля 2006     | 1     | 1:27  | Лемор, Калифорния, США                | |
| Победа    | 3-2    | Карлтон Джонс        | TKO (удары)                  | WEC 20                                   | 5 мая 2006       | 1     | 1:57  | Лемор, Калифорния, США                | |
| Поражение | 2-2    | Эд Херман            | Единогласное решение         | SF 9: Respect                            | 26 марта 2004    | 3     | 5:00  | Грешем, Орегон, США                   | |
| Победа    | 2-1    | Джастин Эллисон      | TKO (удары)                  | SF 5: Stadium                            | 28 августа 2004  | 1     | N/A   | Грешем, Орегон, США                   | |
| Победа    | 1-1    | Мэтт Хорвич          | Единогласное решение         | SF 3: Dome                               | 17 апреля 2004   | 3     | 5:00  | Грешем, Орегон, США                   | |
| Поражение | 0-1    | Эрик Шварц           | TKO (удары руками и локтями) | WEC 3                                    | 7 июня 2002      | 2     | 3:33  | Лемор, Калифорния, США                | |